# 埃納吉 (伊利諾伊州)
埃納吉（英語：Energy）是一個位於美國伊利諾伊州威廉森縣的城市。

## 地理
埃納吉的座標為37°44′56″N 89°03′57″W / 37.74889°N 89.06583°W，而該地的平均海拔高度為140米（即459英尺）。

## 人口
根據2010年美國人口普查的數據，埃納吉的面積為3.09平方千米，當中陸地面積為3.05平方千米，而水域面積為0.04平方千米。當地共有人口1146人，而人口密度為每平方千米370.87人。